# 青い空を、白い雲がかけてった
『青い空を、白い雲がかけてった』（あおいそらをしろいくもがかけてった）は、あすなひろしによる日本の漫画。彼の作品の中で最も知名度が高い短編連作である。『週刊少年チャンピオン』（秋田書店）および『月刊少年チャンピオン』において、1976年から1981年まで断続的に掲載、『風と海とサブ』の週刊誌連続連載が始まったため未完。

## あらすじ
中学校三年生の主人公の少年ツトムの日常的な生活の中で、青年期の一歩手前にいる少年特有の世界をコメディタッチで、かつ叙情性豊かに描いた作品。足掛け6年に渡る連載だが、設定はずっと中学三年のままだった。卒業まで描きたかったというあすなひろしの言葉が伝えられている。
当初は、読み切り短編の依頼ということで、ツトムに転校生のリョウがからみ、そして去っていくという枠組み設定での作品が3つ続く。幼馴染みの少女ヨシエ（ヨシベエ）とクラス担任の先生は出てくるが、単なる脇役であくまでもツトムとリョウの物語であった。また、ユーモラスな部分はあるが、基本はシリアスな作品である。
その後、半年の期間をあけてから第4話の掲載となるが、ここからは主要登場人物のキャラクター設定も固まり、それぞれの関わり合いを基調とした物語となり、シリアスな場面もあるコメディといった作品となる。主要登場人物はツトムとヨシエ、それに番長、大人としてはツトムの両親、オールドミスの夏子先生、それに飼い猫のタマ（途中で入れ替わるが）となる。
第4話以降ギャグてんこ盛りの中にポンと出てくるリリシズムや詩的な世界、透明感や空気感は、美しい描線と魅力的な構図、さり気ないフレーズと共に描かれる世界は陰湿な悪意や、構造的な喪失感や虚無感の存在しない、子供が子供らしく存在でき、大人に対する期待や不安を当たり前に持っていられる世界である。

## 単行本
- 少年チャンピオンコミックス - 全3巻、1978年から1981年にかけて刊行
- エンターブレイン - 全1巻の選集、2004年刊行
- エンターブレインビームコミックス文庫 - 1980年に月刊に掲載された「源平じいさん」を初収録した『青い空を、白い雲がかけてった 完全版』（上下巻）、2008年刊行